# Alex Baldolini
Alex Baldolini (Cesena, 1985. január 24. –) olasz motorversenyző, jelenleg a Supersport-világbajnokság tagja. Korábban éveket töltött el a MotoGP 250 köbcentiméteres géposztályában, számottevő eredmény nélkül.

## Teljes MotoGP-eredménylistája
(Táblázat értelmezése)

(Félkövér: pole-pozícióból indult; dőlt: leggyorsabb kört futott) 

| Év   | Géposztály | Motor      | 1       | 2       | 3       | 4       | 5       | 6       | 7       | 8       | 9       | 10      | 11      | 12      | 13      | 14      | 15      | 16      | 17     | Poz. | Pont |
| ---- | ---------- | ---------- | ------- | ------- | ------- | ------- | ------- | ------- | ------- | ------- | ------- | ------- | ------- | ------- | ------- | ------- | ------- | ------- | ------ | ---- | ---- |
| 2000 | 125 cm³    | Honda      | RSA     | MAL     | JPN     | SPA     | FRA     | ITA 24  | CAT     | NED     | GBR     | GER     | CZE     | POR     | VAL     | BRA     | PAC     | AUS     |        | HN   | 0    |
| 2002 | 125 cm³    | Aprilia    | JPN 14  | RSA 20  | SPA 21  | FRA Ret | ITA 19  | CAT 20  | NED 21  | GBR 18  | GER 19  | CZE DNQ | POR Ret | BRA Ret | PAC 26  | MAL 23  | AUS 20  | VAL Ret |        | 34.  | 2    |
| 2003 | 250 cm³    | Aprilia    | JPN Ret | RSA 12  | SPA 12  | FRA 13  | ITA Ret | CAT Ret | NED 14  | GBR 17  | GER 10  | CZE Ret | POR 14  | BRA Ret | PAC 13  | MAL 10  | AUS Ret | VAL Ret |        | 17.  | 30   |
| 2004 | 250 cm³    | Aprilia    | RSA Ret | SPA 11  | FRA 15  | ITA Ret | CAT 12  | NED 11  | BRA Ret | GER Ret | GBR 12  | CZE Ret | POR Ret | JPN Ret | QAT 18  | MAL 11  | AUS Ret | VAL 10  |        | 18.  | 30   |
| 2005 | 250 cm³    | Aprilia    | SPA 13  | POR Ret | CHN 13  | FRA 13  | ITA Ret | CAT 10  | NED Ret | GBR 13  | GER Ret | CZE 23  | JPN 14  | MAL Ret | QAT 20  | AUS Ret | TUR 11  | VAL 18  |        | 18.  | 25   |
| 2006 | 250 cm³    | Aprilia    | SPA Ret | QAT Ret | TUR 8   | CHN 14  | FRA 19  | ITA Ret | CAT Ret | NED 11  | GBR 16  | GER 11  | CZE WD  | MAL DNS | AUS 18  | JPN 14  | POR Ret | VAL 12  |        | 16.  | 26   |
| 2007 | 250 cm³    | Aprilia    | QAT 17  | SPA 13  | TUR 14  | CHN Ret | FRA 13  | ITA 14  | CAT 18  | GBR 14  | NED 19  | GER 14  | CZE Ret | RSM Ret | POR Ret | JPN Ret | AUS Ret | MAL 14  | VAL 14 | 22.  | 18   |
| 2008 | 250 cm³    | Aprilia    | QAT Ret | SPA 11  | POR 12  | CHN Ret | FRA 16  | ITA 12  | CAT 13  | GBR Ret | NED 14  | GER 11  | CZE 15  | RSM Ret | IND C   | JPN 16  | AUS 12  | MAL 13  | VAL 12 | 17.  | 35   |
| 2009 | 250 cm³    | Aprilia    | QAT 15  | JPN Ret | SPA Ret | FRA Ret | ITA 11  | CAT 13  | NED 13  | GER 11  | GBR 16  | CZE Ret | IND 12  | RSM 13  | POR 14  | AUS Ret | MAL 9   | VAL 8   |        | 16.  | 41   |
| 2010 | Moto2      | I.C.P.     | QAT 12  | SPA 32  | FRA 14  | ITA 13  | GBR Ret | NED 16  | CAT Ret | GER 11  | CZE 17  | IND 16  | RSM Ret | ARA Ret | JPN Ret | MAL 12  | AUS 20  | POR 2   | VAL 17 | 19.  | 38   |
| 2011 | Moto2      | Suter      | QAT 28  | SPA Ret | POR 8   | FRA Ret | CAT 13  | GBR 14  | NED 11  | ITA Ret | GER 17  | CZE Ret |         |         |         |         |         |         |        | 27.  | 18   |
| 2011 | Moto2      | Pons Kalex |         |         |         |         |         |         |         |         |         |         | IND 34  | RSM Ret | ARA 22  | JPN     | AUS     | MAL     |        | 27.  | 18   |
| 2011 | Moto2      | Moriwaki   |         |         |         |         |         |         |         |         |         |         |         |         |         |         |         |         | VAL 19 | 27.  | 18   |

## Teljes Supersport-eredménylistája
(Táblázat értelmezése)

(Félkövér: pole-pozícióból indult; dőlt: leggyorsabb kört futott) 

| Év   | Motor      | 1      | 2      | 3       | 4       | 5       | 6       | 7       | 8       | 9      | 10      | 11     | 12     | 13      | Poz. | Pont |
| ---- | ---------- | ------ | ------ | ------- | ------- | ------- | ------- | ------- | ------- | ------ | ------- | ------ | ------ | ------- | ---- | ---- |
| 2012 | Triumph    | AUS 8  | ITA 11 | NED 5   | ITA 6   | EUR 12  | SMR 3   | SPA Ret | CZE Ret | GBR 8  | RUS 11  | GER 5  | POR 8  | FRA 6   | 7.   | 96   |
| 2013 | Honda      | AUS 15 | SPA 11 | NED Ret | ITA 17  |         |         |         |         |        |         |        |        |         | 17.  | 34   |
| 2013 | Suzuki     |        |        |         |         | GBR 15  | POR 13  | ITA 9   | RUS C   | GBR 14 | GER 11  | TUR 12 | FRA 10 | SPA Ret | 17.  | 34   |
| 2014 | MV Agusta  | AUS    | SPA    | NED     | ITA Ret | GBR     | MAL     | SMR 19  | POR Ret | SPA    |         |        |        |         | HN   | 0    |
| 2014 | Honda      |        |        |         |         |         |         |         |         |        | FRA Ret | QAT    |        |         | HN   | 0    |
| 2015 | MV Augusta | AUS 7  | THA 9  | ESP 6   | NED 9   | ITA Ret | GBR Ret | POR Ret | ITA 5   | MAL    | ESP     | FRA    | QAT    |         | 9.   | 44   |